# 10662 Peterwisse
A 10662 Peterwisse (ideiglenes jelöléssel 3201 T-2) a Naprendszer kisbolygóövében található aszteroida. Cornelis Johannes van Houten,  Ingrid van Houten-Groeneveld és Tom Gehrels fedezte fel 1973. szeptember 30-án.